# Теодозиу Мендеш, Педру Филипе
Педру Филипе Теодозиу Мендеш (порт. Pedro Filipe Teodósio Mendes; род. 1 октября 1990 года, Невшатель, Швейцария) — португальский футболист, защитник клуба «Эштрела» (Амадора). Выступал за сборную Португалии.

## Клубная карьера
Мендеш — воспитанник клубов «Реал Келуш» и «Спортинг». В 2009 году для получения игровой практики он на правах аренды вернулся в «Реал Келуш». Летом 2010 года Педру на правах аренды перешёл в «Серветт». 25 июля в матче против «Вадуца» он дебютировал в Челлендж-лиге.
Летом 2011 года Мендеш на правах аренды присоединился к «Реал Мадрид Кастилья». 28 августа в матче против «Конкенсе» он дебютировал в Сегунде B. 7 декабря в поединке Лиги чемпионов против амстердамского «Аякса» Мендеш дебютировал за основной состав «сливочных».
Летом 2012 года Педру вернулся в «Спортинг» и начал выступать за дублирующий состав. 11 августа в матче против «Оливейренсе» он дебютировал в Сегунда лиге. В начале 2013 года Мендеш был включён в заявку клуба на сезон. 27 января в матче против «Витории Гимарайнш» он дебютировал в Сангриш лиге. Летом того же года Педру на правах свободного агента подписал контракт с итальянской «Пармой». 1 сентября в матче против «Удинезе» он дебютировал в итальянской Серии A. В начале 2014 года Мендеш на правах аренды перешёл в «Сассуоло». 2 февраля в матче против «Эллас Верона» он дебютировал за новую команду. После окончания аренды Педру вернулся в «Парму».
Летом 2015 года Мендеш перешёл во французский «Ренн», подписав контракт на 4 года. 8 августа в матче против «Бастии» он дебютировал в Лиге 1. Летом 2017 года Педру подписал контракт с «Монпелье». 5 августа в матче против «Кана» он дебютировал за новую команду. 16 сентября в поединке против «Труа» Мендеш забил свой первый гол за «Монпелье».